# Amy Gutmann
Pour les articles homonymes, voir Gutmann.
Amy Gutmann, née le 9 novembre 1949 à Brooklyn, est une universitaire américaine, théoricienne et professeur en science politique. 

## Jeunesse et formation
Née le 9 novembre 1949 à Brooklyn, à New York, de parents de confession juive, Kurt et Beatrice Gutmann, Amy Gutmann est élevée à Monroe (New York). Son père avait fui les persécutions antisémite du régime nazi en 1934 alors qu'il était étudiant, emmenant avec lui toute sa famille – dont quatre frères et sœurs — d'abord à Bombay (Inde) puis aux États-Unis après la Seconde Guerre mondiale.
Amy Gutmann reçoit un Bachelor of Arts, magna cum laude, au Radcliffe College en 1971, un master en science politique à la London School of Economics en 1972, et un doctorat en science politique à l'université Harvard en 1976.

## Carrière professionnelle
Elle enseigne la philosophie politique à l'université de Princeton de 1976 à 2004, dont elle est vice-rectrice. Elle devient ensuite présidente de l'université de Pennsylvanie le 1er juillet 2004, où elle enseigne aussi à la faculté des sciences politiques, son contrat étant prolongé jusqu'en 2022.
Elle est aussi membre du conseil d'administration du Vanguard Group, de la Carnegie Corporation de New York et de la Schuylkill River Development Corporation. Elle est membre du Board of Trustees du National Constitution Center à Philadelphie, un musée consacré à la Constitution des États-Unis.
En 2005, elle est nommée au National Security Higher Education Advisory Board, un comité qui conseille le FBI sur les questions de sécurité nationale relatives au monde universitaire. En 2009, elle est nommée par le président Barack Obama à la tête de la Presidential Commission for the Study of Bioethical Issues. 

## Diplomatie
En 2021, elle est proposée par le président des États-Unis Joe Biden pour le poste d’ambassadrice des États-Unis en Allemagne ; elle occupe cette fonction à partir de février 2022. Elle démissionne de son poste qu'elle quitte en juillet 2024 et retourne aux États-Unis.

## Vie privée
Elle est mariée à Michael Doyle, un professeur de droit et d'affaires internationales à l'université Columbia. Ils ont une fille, qui est étudiante en doctorat de chimie à Harvard et professeur assistante en chimie à l'université de Princeton.

## Publications (sélection)
- The Spirit of Compromise: Why Governing Demands It and Campaigning Undermines It, coécrit avec Dennis Thompson, éd. Princeton University Press, 2012,
- Why Deliberative Democracy?, coécrit avec Dennis Thompson, éd. Princeton University Press, 2004,
- Identity in Democracy, éd. Princeton University Press, 2003,
- Democratic Education, éd.  Princeton University Press, 1999,
- Freedom Of Association, éd. Princeton University Press, 1998,
- Democracy and Disagreement, éd. Belknap Press, 1996,
- Democracy and the Welfare State, éd. Princeton University Press, 1988,
- Ethics and Politics: Cases and Comments, coécrit avec Dennis Thompson, éd. Wadsworth Publishing Company, 1984, rééd. 2005.

## Prix et distinctions (sélection)
- 2005 : boursière de l'American Philosophical Society,
- 2003 : récipiendaire de la Centennial Medal, Harvard University, délivrée pour les étudiants diplômés qui ont fait des contributions exceptionnelles à la société,
- 2001 : boursière « W. E. B. Du Bois » de l'American Academy of Political and Social Science,
- 1999 : boursière de la National Academy of Education[10],
- 1997 : boursière de l'American Academy of Arts and Sciences,
- 1997 : prix Ralph J. Bunche de l'American Political Science Association,
- 1997 : prix du Centre Gustavus Myers for the Study of Human Rights in North America Award,
- 1996 : prix de la North American Society for Social Philosophy Book Award,
- 1977 : boursière du National Endowment for the Humanities.

## Articles et interviews
- « Amy Gutmann Is Brilliant, Boring, Inclusive, Safe, Distant, Warm, and Able to Stand on Her Head », article de Malcolm Burnley pour le magazine News & Opinion, 2017[11],
- « Amy Gutmann », article de Linda Arntzenius pour le Princeton Magazine, 2017[2],
- « UPenn President Amy Gutmann on What Gives Her Energy », interview pour le Thrive Global, 2017[12].